# Comitato di Hont
Il comitato di Hont (in ungherese Hont vármegye, in slovacco Hontianska župa) è stato un antico comitato del Regno d'Ungheria, oggi situato a cavallo tra Slovacchia Meridionale e l'Ungheria Settentrionale. Capoluogo del comitato era la città di Šahy (in ungherese Ipolyság).
Il comitato di Hont confinava con gli altri comitati di Zólyom, Nógrád, Pest-Pilis-Solt-Kiskun, Esztergom e Bars. Il territorio era in gran parte occupato da rilievi solcati dalla valle del fiume Ipeľ, e confinava a sud col Danubio.
La porzione slovacca (circa 3/4 dell'antico comitato) è oggi divisa tra la regione di Banská Bystrica ad est e la regione di Nitra ad ovest.